# 舒姆内 (滨海边疆区)
舒姆内（俄语：Шумный），原称狍沟，是滨海边疆区丘古耶夫区的村庄，人口1,125人。该村坐落在帕夫洛夫卡河岸上，位于05Н-100公路247公里处。通过公路和达利涅戈尔斯克和阿尔谢尼耶夫连接。村庄建于1949年，那时富锦-能图林业公司在该处设立了伐木点。